# 乙酰唑胺
乙醯唑胺（英語：Acetazolamide），商品名丹木斯（Diamox），是一種用於治療青光眼、癲癇、急性高山症、週期性癱瘓、特發性顱內高壓（原因不明的腦壓升高）、心臟衰竭和鹼化尿液的藥物。它可長期用於治療開放角青光眼（open angle glaucoma），短期用於治療急性隅角閉鎖青光眼（於進行手術之前）。經由口服或靜脈注射給藥。乙醯唑胺是第一代碳酸酐酶抑製劑，可降低眼液和眼內滲透壓，而將眼內壓降低。
使用後常見的副作用有麻木、耳鳴、食慾不振、嘔吐和嗜睡。不建議有嚴重腎功能衰竭、肝病或對磺胺類藥物過敏的人使用。乙醯唑胺屬於利尿劑和碳酸酐酶抑制劑藥物家族。它的作用是減少二氧化碳和水形成氫離子和碳酸氫鹽。

## 醫療用途
乙醯唑胺用於治療青光眼、藥物引起的水腫、心臟衰竭引起的水腫、癲癇以及手術後降低眼內壓。此藥物也被用於治療高山症、梅尼爾氏症、顱內壓升高和神經肌肉疾病。乙醯唑胺也在重症醫學環境中作仿單標示外使用，以刺激慢性阻塞性肺病患者的呼吸動力。
乙醯唑胺於治療癲癇，主要是針對月經相關性癲癇，以及作為難治性癲癇治療的補充藥物。雖然網路上流傳乙醯唑胺可用於治療馬凡氏症候群患者的硬脊膜擴張，但支持此論點的唯一證據來自一項針對14名患者的小型研究，而該研究結果未經同行評審或發表過報告。多篇發表的案例報告指出，除非有明確治療適應，否則應謹慎使用乙酰唑胺，原因是此藥物可能會進一步降低患者的顱內壓力，對患者造成不良影响。於2012年所做的一項審查和統合分析發現對馬凡氏症候群患者使用乙醯唑胺的"支持證據不足"，但"可考慮"將此藥物用於治療中樞性（而非阻塞性）睡眠呼吸中止症。
乙醯唑胺可增加氨甲蝶呤在尿液中的溶解度以加速其排泄，被用於預防因鹼化尿液而造成氨甲蝶呤引起的腎臟損傷。有一些證據支持其可用於預防偏癱性偏頭痛。

### 開放角青光眼
乙醯唑胺用於治療開放角青光眼。藥物所具碳酸酐酶抑制特性能夠降低眼液和眼體液中的滲透壓，而降低眼內壓力。

### 高山症
乙醯唑胺也可用於治療急性高山症。此時乙醯唑胺會抑制腎臟重新吸收碳酸氫鹽（碳酸的共軛鹼）的能力。尿液中增加碳酸氫鹽排出量會導致血液酸化。由於身體透過血液pH值間接感知二氧化碳濃度，而pH值降低被當作是二氧化碳增加的結果，反過來會導致身體增加每分鐘通氣量（每分鐘呼吸的空氣量），以"呼吸排出"二氧化碳，因而增加血液中的氧氣量。乙醯唑胺無法達成立即治癒急性高山症的作用，反而是它會加速（在旅行前服用時，迫使身體儘早開始）部分的適應過程，有助於緩解症狀。如果在高山症早期發作時使用乙醯唑胺仍會有效。最好是在前往高海拔地區的前一天即開始，並持續在高海拔地區逗留的頭兩天中使用。

### 懷孕與哺乳期
乙醯唑胺在澳大利亞屬於妊娠類別B3，表示在大鼠屬、小鼠和兔子身上進行的研究，給予乙醯唑胺（靜脈注射或口服給藥）會將胎兒致畸（包括四肢缺陷）的風險升高。但在對人類的研究中沒足夠的證據來支持或否定這項證據。
關於為嬰兒做母乳哺育的個體，服用乙醯唑胺後所分泌乳汁中的含藥量甚低，預計不會對嬰兒造成問題。

## 副作用
乙醯唑胺的常見不良反應有：感覺異常、疲倦、嗜睡、憂鬱、性慾下降、口中感覺有苦味或金屬味、噁心、嘔吐、腹部絞痛、腹瀉、黑便、多尿症、腎結石、代謝性酸中毒和電解質變化（低血鉀、低血鈉症）。而較不常見的不良反應有史蒂芬斯－強森症候群、過敏性休克和血液不明疾病。

## 禁忌症
有下列狀況的個體有使用此藥物的禁忌：
- 高氯性酸中毒（英语：Hyperchloremic acidosis）
- 低血鉀
- 低鈉血症
- 腎上腺功能不全
- 腎功能受損
- 對乙醯唑胺或其他磺胺類藥物過敏。
- 明顯的肝病或肝功能受損，包括因肝性腦病的風險而導致的肝硬化。乙醯唑酰胺會降低氨清除率。

## 作用機轉
於治療高山症，乙醯唑胺可抑制腎臟重吸收碳酸氫鹽（碳酸的共軛鹼）的能力。尿液中增加碳酸氫鹽排出量會導致血液酸化，促使身體增加每分鐘通氣量，以排出二氧化碳，而增加血液中的氧氣量。
於眼睛治療，此藥物可降低眼液和眼內滲透壓，而將眼內壓降低。
於利尿作用，可促進腎臟製造更多的尿液，將體內多餘的水分排出，進而達到以下主要的效果：低血容量、改善心肌收縮力、降低血壓、減少水腫、降低顱內壓。

## 歷史
乙醯唑胺合成物於1951年在美國取得專利。
Mann和Kellin於1940年發現乙酰唑胺，並確認其具有抗癲癇特性，可用於治療局灶性和全身性癲癇發作。
乙醯唑胺於1952年進入醫療用途。於1953年首度獲得美國食品藥物管理局（FDA）核准。它被列入世界衛生組織基本藥物標準清單之中。市面上有此藥物的通用名藥物銷售。

## 研究
從1990開始，使用乙醯唑胺針對正常壓力腦積水 (NPH) 所做的小型臨床試驗治療方面也顯示有令人樂觀的結果。.